# Australaena hystricina
Australaena hystricina là một loài nhện trong họ Anyphaenidae.
Loài này thuộc chi Australaena. Australaena hystricina được miêu tả năm 1942 * bởi Lucien Berland.